# Lista över länder efter Human Development Index
| Mycket hög Hög Medel Låg Uppgift inte tillgänglig |

Human Development Index (baserad på 2015 och 2016 års data, publicerad 21 mars 2017).

Human Development Index (HDI) är ett standardsätt att mäta välfärd som jämför förväntad medellivslängd, läskunnighet, utbildning och levnadsstandard för jordens länder. Det används för att särskilja om landet är ett industriland, ett utvecklingsland eller ett underutvecklat land, samt för att mäta den ekonomiska politikens effekt på livskvaliteten. Indexet utvecklades 1990 av pakistanska ekonomen Mahbub ul Haq och indiska ekonomen Amartya Sen.
Utifrån HDI-värdet delas länder in i fyra huvudkategorier: mycket hög, hög (delad i samma rapport), medel och låg mänsklig utveckling. Från och med rapporten för 2007 till rapporten 2010 kallades den första kategorin industriland och de tre sista samlade i begreppet utvecklingsland. Från rapporten 2010 används en ny metod för att räkna ut HDI-värde, vilket gör att nyare siffror är lägre än i tidigare rapporter.
Vissa äldre grupper har tagits bort, på bruttonationalinkomst (BNI) i köpkraftsparitet (PPP) per capita ("hög/medel/låginkomstländer"). Dessa har ersatts av ett annat index som bygger på bruttonationalprodukten (BNP) i köpkraft per capita.

## Fullständig lista över länder
- ▲ = Ökning.
- ▬ = Stabil.
- ▼ = Minskning.
- Jämförbara HDI-värden i den nuvarande listan leder inte till "stabil", eftersom HDI-rankning bestäms med hjälp HDI-värden ned till sjätte decimalen.
- Denna översyn av index släpptes den 21 mars 2017 och omfattar perioden fram till 2015.
- Siffran inom parentes anger antalet platser landet har flyttats (uppåt eller nedåt) jämfört med reviderade beräkningar för 2014.

### Mycket högt HDI-värde
| Rankning      | Rankning                  | Land           | HDI           | HDI                       |
| Data för 2015 | Jämfört med data för 2014 | Land           | Data för 2015 | Jämfört med data för 2014 |
| ------------- | ------------------------- | -------------- | ------------- | ------------------------- |
| 1             | ▬                         | Norge          | 0,949         | ▲ 0,001                   |
| 2             | ▲ (1)                     | Australien     | 0,939         | ▲ 0,002                   |
| 2             | ▬                         | Schweiz        | 0,939         | ▲ 0,009                   |
| 4             | ▬                         | Tyskland       | 0,926         | ▲ 0,002                   |
| 5             | ▲ (1)                     | Danmark        | 0,925         | ▲ 0,002                   |
| 5             | ▼ (1)                     | Singapore      | 0,925         | ▲ 0,001                   |
| 7             | ▼ (1)                     | Nederländerna  | 0,924         | ▲ 0,001                   |
| 8             | ▬                         | Irland         | 0,923         | ▲ 0,003                   |
| 9             | ▬                         | Island         | 0,921         | ▲ 0,002                   |
| 10            | ▼ (1)                     | Kanada         | 0,920         | ▲ 0,001                   |
| 10            | ▲ (1)                     | USA            | 0,920         | ▲ 0,002                   |
| 12            | ▬                         | Hongkong       | 0,917         | ▲ 0,001                   |
| 13            | ▬                         | Nya Zeeland    | 0,915         | ▲ 0,002                   |
| 14            | ▲ (1)                     | Sverige        | 0,913         | ▲ 0,004                   |
| 15            | ▼ (1)                     | Liechtenstein  | 0,912         | ▲ 0,001                   |
| 16            | ▬                         | Storbritannien | 0,909         | ▲ 0,001                   |
| 17            | ▬                         | Japan          | 0,903         | ▲ 0,001                   |
| 18            | ▬                         | Sydkorea       | 0,901         | ▲ 0,002                   |
| 19            | ▬                         | Israel         | 0,899         | ▲ 0,001                   |
| 20            | ▬                         | Luxemburg      | 0,898         | ▲ 0,002                   |
| 21            | ▲ (1)                     | Frankrike      | 0,897         | ▲ 0,003                   |
| 22            | ▼ (1)                     | Belgien        | 0,896         | ▲ 0,001                   |
| 23            | ▬                         | Finland        | 0,895         | ▲ 0,002                   |
| 24            | ▬                         | Österrike      | 0,893         | ▲ 0,001                   |
| 25            | ▬                         | Slovenien      | 0,890         | ▲ 0,002                   |
| 26            | ▲ (1)                     | Italien        | 0,887         | ▲ 0,006                   |

| Rankning      | Rankning                  | Land                  | HDI           | HDI                       |
| Data för 2015 | Jämfört med data för 2014 | Land                  | Data för 2015 | Jämfört med data för 2014 |
| ------------- | ------------------------- | --------------------- | ------------- | ------------------------- |
| 27            | ▼ (1)                     | Spanien               | 0,884         | ▲ 0,002                   |
| 28            | ▬                         | Tjeckien              | 0,878         | ▲ 0,003                   |
| 29            | ▬                         | Grekland              | 0,866         | ▲ 0,001                   |
| 30            | ▬                         | Brunei                | 0,865         | ▲ 0,001                   |
| 30            | ▲ (1)                     | Estland               | 0,865         | ▲ 0,002                   |
| 32            | ▬                         | Andorra               | 0,858         | ▲ 0,001                   |
| 33            | ▲ (1)                     | Cypern                | 0,856         | ▲ 0,002                   |
| 33            | ▲ (2)                     | Malta                 | 0,856         | ▲ 0,003                   |
| 33            | ▬                         | Qatar                 | 0,856         | ▲ 0,001                   |
| 36            | ▬                         | Polen                 | 0,855         | ▲ 0,003                   |
| 37            | ▬                         | Litauen               | 0,848         | ▲ 0,002                   |
| 38            | ▬                         | Chile                 | 0,847         | ▲ 0,002                   |
| 38            | ▬                         | Saudiarabien          | 0,847         | ▲ 0,002                   |
| 40            | ▬                         | Slovakien             | 0,845         | ▲ 0,003                   |
| 41            | ▬                         | Portugal              | 0,843         | ▲ 0,002                   |
| 42            | ▬                         | Förenade arabemiraten | 0,840         | ▲ 0,004                   |
| 43            | ▬                         | Ungern                | 0,836         | ▲ 0,002                   |
| 44            | ▬                         | Lettland              | 0,830         | ▲ 0,002                   |
| 45            | ▬                         | Argentina             | 0,827         | ▲ 0,001                   |
| 45            | ▲ (1)                     | Kroatien              | 0,827         | ▲ 0,004                   |
| 47            | ▼ (1)                     | Bahrain               | 0,824         | ▲ 0,001                   |
| 48            | ▲ (1)                     | Montenegro            | 0,807         | ▲ 0,003                   |
| 49            | ▼ (1)                     | Ryssland              | 0,804         | ▼ 0,001                   |
| 50            | ▲ (1)                     | Rumänien              | 0,802         | ▲ 0,004                   |
| 51            | ▼ (1)                     | Kuwait                | 0,800         | ▲ 0,001                   |

### Högt HDI-värde
| Rankning      | Rankning                  | Land                  | HDI           | HDI                       |
| Data för 2015 | Jämfört med data för 2014 | Land                  | Data för 2015 | Jämfört med data för 2014 |
| ------------- | ------------------------- | --------------------- | ------------- | ------------------------- |
| 52            | ▼ (1)                     | Vitryssland           | 0,796         | ▼ 0,002                   |
| 52            | ▲ (1)                     | Oman                  | 0,796         | ▲ 0,001                   |
| 54            | ▬                         | Barbados              | 0,795         | ▲ 0,001                   |
| 54            | ▬                         | Uruguay               | 0,795         | ▲ 0,001                   |
| 56            | ▲ (1)                     | Bulgarien             | 0,795         | ▲ 0,002                   |
| 56            | ▬                         | Kazakstan             | 0,795         | ▲ 0,001                   |
| 58            | ▬                         | Bahamas               | 0,792         | ▲ 0,002                   |
| 59            | ▬                         | Malaysia              | 0,789         | ▲ 0,002                   |
| 60            | ▲ (2)                     | Palau                 | 0,788         | ▲ 0,005                   |
| 60            | ▬                         | Panama                | 0,788         | ▲ 0,003                   |
| 62            | ▼ (1)                     | Antigua och Barbuda   | 0,786         | ▲ 0,002                   |
| 63            | ▬                         | Seychellerna          | 0,782         | ▲ 0,001                   |
| 64            | ▬                         | Mauritius             | 0,781         | ▲ 0,002                   |
| 65            | ▼ (1)                     | Trinidad och Tobago   | 0,780         | ▲ 0,001                   |
| 66            | ▬                         | Costa Rica            | 0,776         | ▲ 0,001                   |
| 66            | ▬                         | Serbien               | 0,776         | ▲ 0,001                   |
| 68            | ▲ (1)                     | Kuba                  | 0,775         | ▲ 0,003                   |
| 69            | ▼ (1)                     | Iran                  | 0,774         | ▬ 0,000                   |
| 70            | ▲ (1)                     | Georgien              | 0,769         | ▲ 0,001                   |
| 71            | ▲ (1)                     | Turkiet               | 0,767         | ▲ 0,003                   |
| 71            | ▼ (1)                     | Venezuela             | 0,767         | ▼ 0,002                   |
| 73            | ▼ (1)                     | Sri Lanka             | 0,766         | ▲ 0,002                   |
| 74            | ▲ (1)                     | Saint Kitts och Nevis | 0,765         | ▲ 0,003                   |
| 75            | ▬                         | Albanien              | 0,764         | ▲ 0,002                   |
| 76            | ▼ (2)                     | Libanon               | 0,763         | ▬ 0,000                   |
| 77            | ▬                         | Mexiko                | 0,762         | ▲ 0,004                   |
| 78            | ▲ (1)                     | Azerbajdzjan          | 0,759         | ▲ 0,001                   |
| 79            | ▬                         | Brasilien             | 0,754         | ▬ 0,000                   |
| 79            | ▲ (1)                     | Grenada               | 0,754         | ▲ 0,003                   |

| Rankning      | Rankning                  | Land                           | HDI           | HDI                       |
| Data för 2015 | Jämfört med data för 2014 | Land                           | Data för 2015 | Jämfört med data för 2014 |
| ------------- | ------------------------- | ------------------------------ | ------------- | ------------------------- |
| 81            | ▲ (1)                     | Bosnien och Hercegovina        | 0,750         | ▲ 0,003                   |
| 82            | ▲ (1)                     | Nordmakedonien                 | 0,748         | ▲ 0,002                   |
| 83            | ▲ (1)                     | Algeriet                       | 0,745         | ▲ 0,002                   |
| 84            | ▲ (1)                     | Armenien                       | 0,743         | ▲ 0,002                   |
| 84            | ▼ (3)                     | Ukraina                        | 0,743         | ▼ 0,005                   |
| 86            | ▼ (1)                     | Jordanien                      | 0,741         | ▬ 0,000                   |
| 87            | ▲ (2)                     | Peru                           | 0,740         | ▲ 0,003                   |
| 87            | ▲ (1)                     | Thailand                       | 0,740         | ▲ 0,002                   |
| 89            | ▲ (2)                     | Ecuador                        | 0,739         | ▬ 0,000                   |
| 90            | ▲ (1)                     | Kina                           | 0,738         | ▲ 0,004                   |
| 91            | ▬                         | Fiji                           | 0,736         | ▲ 0,002                   |
| 92            | ▲ (1)                     | Mongoliet                      | 0,735         | ▲ 0,002                   |
| 92            | ▼ (2)                     | Saint Lucia                    | 0,735         | ▬ 0,000                   |
| 94            | ▬                         | Jamaica                        | 0,730         | ▲ 0,001                   |
| 95            | ▬                         | Colombia                       | 0,727         | ▲ 0,003                   |
| 96            | ▼ (1)                     | Dominica                       | 0,726         | ▲ 0,002                   |
| 97            | ▬                         | Surinam                        | 0,725         | ▲ 0,002                   |
| 97            | ▬                         | Tunisien                       | 0,725         | ▲ 0,002                   |
| 99            | ▲ (2)                     | Dominikanska republiken        | 0,722         | ▲ 0,004                   |
| 99            | ▬                         | Saint Vincent och Grenadinerna | 0,722         | ▲ 0,002                   |
| 101           | ▬                         | Tonga                          | 0,721         | ▲ 0,003                   |
| 102           | ▼ (2)                     | Libyen                         | 0,716         | ▼ 0,003                   |
| 103           | ▬                         | Belize                         | 0,706         | ▬ 0,000                   |
| 104           | ▬                         | Samoa                          | 0,704         | ▲ 0,002                   |
| 105           | ▬                         | Maldiverna                     | 0,701         | ▬ 0,000                   |
| 105           | ▲ (3)                     | Uzbekistan                     | 0,701         | ▲ 0,004                   |

### Medel HDI-värde
| Rankning      | Rankning                  | Land         | HDI           | HDI                       |
| Data för 2015 | Jämfört med data för 2014 | Land         | Data för 2015 | Jämfört med data för 2014 |
| ------------- | ------------------------- | ------------ | ------------- | ------------------------- |
| 107           | ▼ (2)                     | Moldavien    | 0,699         | ▼ 0,002                   |
| 108           | ▼ (1)                     | Botswana     | 0,698         | ▬ 0,000                   |
| 109           | ▬                         | Gabon        | 0,697         | ▲ 0,003                   |
| 110           | ▬                         | Paraguay     | 0,693         | ▲ 0,001                   |
| 111           | ▬                         | Egypten      | 0,691         | ▲ 0,003                   |
| 111           | ▬                         | Turkmenistan | 0,691         | ▲ 0,003                   |
| 113           | ▬                         | Indonesien   | 0,689         | ▲ 0,003                   |
| 114           | ▼ (1)                     | Palestina    | 0,684         | ▲ 0,006                   |
| 115           | ▬                         | Vietnam      | 0,683         | ▲ 0,005                   |
| 116           | ▼ (2)                     | Filippinerna | 0,682         | ▲ 0,003                   |
| 117           | ▼ (2)                     | El Salvador  | 0,680         | ▲ 0,002                   |
| 118           | ▬                         | Bolivia      | 0,674         | ▲ 0,003                   |
| 119           | ▬                         | Sydafrika    | 0,666         | ▲ 0,001                   |
| 120           | ▬                         | Kirgizistan  | 0,664         | ▲ 0,002                   |
| 121           | ▬                         | Irak         | 0,649         | ▬ 0,000                   |
| 122           | ▬                         | Kap Verde    | 0,648         | ▲ 0,002                   |
| 123           | ▬                         | Marocko      | 0,647         | ▲ 0,002                   |
| 124           | ▬                         | Nicaragua    | 0,645         | ▲ 0,002                   |
| 125           | ▲ (1)                     | Guatemala    | 0,640         | ▲ 0,003                   |
| 125           | ▲ (1)                     | Namibia      | 0,640         | ▲ 0,003                   |

| Rankning      | Rankning                  | Land                      | HDI           | HDI                       |
| Data för 2015 | Jämfört med data för 2014 | Land                      | Data för 2015 | Jämfört med data för 2014 |
| ------------- | ------------------------- | ------------------------- | ------------- | ------------------------- |
| 127           | ▼ (2)                     | Guyana                    | 0,638         | ▬ 0,000                   |
| 127           | ▼ (1)                     | Mikronesiska federationen | 0,638         | ▲ 0,001                   |
| 129           | ▬                         | Tadzjikistan              | 0,627         | ▲ 0,002                   |
| 130           | ▬                         | Honduras                  | 0,625         | ▲ 0,002                   |
| 131           | ▬                         | Indien                    | 0,624         | ▲ 0,009                   |
| 132           | ▬                         | Bhutan                    | 0,607         | ▲ 0,003                   |
| 133           | ▬                         | Östtimor                  | 0,605         | ▲ 0,002                   |
| 134           | ▬                         | Vanuatu                   | 0,597         | ▼ 0,001                   |
| 135           | ▬                         | Kongo-Brazzaville         | 0,592         | ▲ 0,003                   |
| 135           | ▲ (2)                     | Ekvatorialguinea          | 0,592         | ▲ 0,010                   |
| 137           | ▼ (1)                     | Kiribati                  | 0,588         | ▲ 0,002                   |
| 138           | ▼ (1)                     | Laos                      | 0,586         | ▲ 0,004                   |
| 139           | ▲ (1)                     | Bangladesh                | 0,579         | ▲ 0,004                   |
| 139           | ▲ (1)                     | Ghana                     | 0,579         | ▲ 0,004                   |
| 139           | ▬                         | Zambia                    | 0,579         | ▲ 0,003                   |
| 142           | ▬                         | São Tomé och Príncipe     | 0,574         | ▲ 0,009                   |
| 143           | ▬                         | Kambodja                  | 0,563         | ▲ 0,005                   |
| 144           | ▬                         | Nepal                     | 0,558         | ▲ 0,003                   |
| 145           | ▲ (1)                     | Burma                     | 0,556         | ▲ 0,004                   |
| 146           | ▲ (1)                     | Kenya                     | 0,555         | ▲ 0,005                   |
| 147           | ▲ (1)                     | Pakistan                  | 0,550         | ▲ 0,002                   |

### Lågt HDI-värde
| Rankning      | Rankning                  | Land             | HDI           | HDI                       |
| Data för 2015 | Jämfört med data för 2014 | Land             | Data för 2015 | Jämfört med data för 2014 |
| ------------- | ------------------------- | ---------------- | ------------- | ------------------------- |
| 148           | ▲ (1)                     | Swaziland        | 0,541         | ▬ 0,000                   |
| 149           | ▼ (4)                     | Syrien           | 0,536         | ▼ 0,017                   |
| 150           | ▬                         | Angola           | 0,533         | ▲ 0,002                   |
| 151           | ▲ (1)                     | Tanzania         | 0,531         | ▲ 0,012                   |
| 152           | ▼ (1)                     | Nigeria          | 0,527         | ▲ 0,002                   |
| 153           | ▲ (1)                     | Kamerun          | 0,518         | ▲ 0,004                   |
| 154           | ▼ (1)                     | Papua Nya Guinea | 0,516         | ▲ 0,001                   |
| 154           | ▲ (4)                     | Zimbabwe         | 0,516         | ▲ 0,009                   |
| 156           | ▼ (1)                     | Salomonöarna     | 0,515         | ▲ 0,002                   |
| 157           | ▼ (2)                     | Mauretanien      | 0,513         | ▬ 0,000                   |
| 158           | ▼ (1)                     | Madagaskar       | 0,512         | ▲ 0,001                   |
| 159           | ▲ (3)                     | Rwanda           | 0,498         | ▲ 0,005                   |
| 160           | ▬                         | Komorerna        | 0,497         | ▼ 0,001                   |
| 160           | ▲ (1)                     | Lesotho          | 0,497         | ▲ 0,002                   |
| 162           | ▲ (1)                     | Senegal          | 0,494         | ▲ 0,003                   |
| 163           | ▲ (1)                     | Haiti            | 0,493         | ▲ 0,003                   |
| 163           | ▲ (1)                     | Uganda           | 0,493         | ▲ 0,005                   |
| 165           | ▬                         | Sudan            | 0,490         | ▲ 0,002                   |
| 166           | ▲ (1)                     | Togo             | 0,487         | ▲ 0,003                   |
| 167           | ▲ (1)                     | Benin            | 0,485         | ▲ 0,004                   |
| 168           | ▼ (9)                     | Jemen            | 0,482         | ▼ 0,017                   |

| Rankning      | Rankning                  | Land                         | HDI           | HDI                       |
| Data för 2015 | Jämfört med data för 2014 | Land                         | Data för 2015 | Jämfört med data för 2014 |
| ------------- | ------------------------- | ---------------------------- | ------------- | ------------------------- |
| 169           | ▬                         | Afghanistan                  | 0,479         | ▬ 0,000                   |
| 170           | ▬                         | Malawi                       | 0,476         | ▲ 0,003                   |
| 171           | ▲ (1)                     | Elfenbenskusten              | 0,474         | ▲ 0,008                   |
| 172           | ▼ (1)                     | Djibouti                     | 0,473         | ▲ 0,003                   |
| 173           | ▬                         | Gambia                       | 0,452         | ▲ 0,002                   |
| 174           | ▬                         | Etiopien                     | 0,448         | ▲ 0,007                   |
| 175           | ▬                         | Mali                         | 0,442         | ▲ 0,004                   |
| 176           | ▲ (2)                     | Kongo-Kinshasa               | 0,435         | ▲ 0,010                   |
| 177           | ▬                         | Liberia                      | 0,427         | ▬ 0,000                   |
| 178           | ▲ (1)                     | Guinea-Bissau                | 0,424         | ▲ 0,003                   |
| 179           | ▲ (2)                     | Eritrea                      | 0,420         | ▲ 0,002                   |
| 179           | ▼ (2)                     | Sierra Leone                 | 0,420         | ▼ 0,011                   |
| 181           | ▲ (1)                     | Moçambique                   | 0,418         | ▲ 0,004                   |
| 181           | ▼ (2)                     | Sydsudan                     | 0,418         | ▼ 0,003                   |
| 183           | ▼ (1)                     | Guinea                       | 0,414         | ▬ 0,000                   |
| 184           | ▬                         | Burundi                      | 0,404         | ▼ 0,002                   |
| 185           | ▬                         | Burkina Faso                 | 0,402         | ▲ 0,003                   |
| 186           | ▬                         | Tchad                        | 0,396         | ▲ 0,002                   |
| 187           | ▬                         | Niger                        | 0,353         | ▲ 0,002                   |
| 188           | ▬                         | Centralafrikanska republiken | 0,352         | ▲ 0,005                   |

## Lista över länder efter kontinent

### Afrika
| Rankning        | Land           | HDI                           |
| Rankning        | Land           | 2016 års beräkningar för 2015 |
| Högt HDI-värde  | Högt HDI-värde | Högt HDI-värde                |
| --------------- | -------------- | ----------------------------- |
| 1               | Seychellerna   | 0,782                         |
| 2               | Mauritius      | 0,781                         |
| 3               | Algeriet       | 0,745                         |
| 4               | Tunisien       | 0,725                         |
| 5               | Libyen         | 0,716                         |
| Medel HDI-värde |                |                               |
| 6               | Botswana       | 0,698                         |
| 7               | Gabon          | 0,697                         |
| 8               | Egypten        | 0,691                         |
| 9               | Sydafrika      | 0,666                         |
| 10              | Kap Verde      | 0,648                         |

| Rankning       | Land                         | HDI                           |
| Rankning       | Land                         | 2016 års beräkningar för 2015 |
| Lågt HDI-värde | Lågt HDI-värde               | Lågt HDI-värde                |
| -------------- | ---------------------------- | ----------------------------- |
| 1              | Centralafrikanska republiken | 0,352                         |
| 2              | Niger                        | 0,353                         |
| 3              | Tchad                        | 0,396                         |
| 4              | Burkina Faso                 | 0,402                         |
| 5              | Burundi                      | 0,404                         |
| 6              | Guinea                       | 0,414                         |
| 7              | Sydsudan                     | 0,418                         |
| 7              | Moçambique                   | 0,418                         |
| 9              | Sierra Leone                 | 0,420                         |
| 9              | Eritrea                      | 0,420                         |

### Amerika
| Rankning              | Land                  | HDI                           |
| Rankning              | Land                  | 2016 års beräkningar för 2015 |
| Mycket högt HDI-värde | Mycket högt HDI-värde | Mycket högt HDI-värde         |
| --------------------- | --------------------- | ----------------------------- |
| 1                     | Kanada                | 0,920                         |
| 1                     | USA                   | 0,920                         |
| 3                     | Chile                 | 0,847                         |
| 4                     | Argentina             | 0,827                         |
| Högt HDI-värde        |                       |                               |
| 5                     | Barbados              | 0,795                         |
| 5                     | Uruguay               | 0,795                         |
| 7                     | Bahamas               | 0,792                         |
| 8                     | Panama                | 0,788                         |
| 9                     | Antigua och Barbuda   | 0,786                         |
| 10                    | Trinidad och Tobago   | 0,780                         |

| Rankning        | Land                           | HDI                           |
| Rankning        | Land                           | 2016 års beräkningar för 2015 |
| Lågt HDI-värde  | Lågt HDI-värde                 | Lågt HDI-värde                |
| --------------- | ------------------------------ | ----------------------------- |
| 1               | Haiti                          | 0,493                         |
| Medel HDI-värde |                                |                               |
| 2               | Honduras                       | 0,625                         |
| 3               | Guyana                         | 0,638                         |
| 4               | Guatemala                      | 0,640                         |
| 5               | Nicaragua                      | 0,645                         |
| 6               | Bolivia                        | 0,674                         |
| 7               | El Salvador                    | 0,680                         |
| 8               | Paraguay                       | 0,693                         |
| Högt HDI-värde  |                                |                               |
| 9               | Saint Vincent och Grenadinerna | 0,722                         |
| 9               | Dominikanska republiken        | 0,722                         |

### Asien & Oceanien
| Rankning              | Land                  | HDI                           |
| Rankning              | Land                  | 2016 års beräkningar för 2015 |
| Mycket högt HDI-värde | Mycket högt HDI-värde | Mycket högt HDI-värde         |
| --------------------- | --------------------- | ----------------------------- |
| 1                     | Australien            | 0,939                         |
| 2                     | Singapore             | 0,925                         |
| 3                     | Hongkong              | 0,917                         |
| 4                     | Nya Zeeland           | 0,915                         |
| 5                     | Japan                 | 0,903                         |
| 6                     | Sydkorea              | 0,901                         |
| 7                     | Israel                | 0,899                         |
| 8                     | Brunei                | 0,865                         |
| 9                     | Cypern                | 0,856                         |
| 9                     | Qatar                 | 0,856                         |

| Rankning        | Land             | HDI                           |
| Rankning        | Land             | 2015 års beräkningar för 2014 |
| Lågt HDI-värde  | Lågt HDI-värde   | Lågt HDI-värde                |
| --------------- | ---------------- | ----------------------------- |
| 1               | Afghanistan      | 0,479                         |
| 2               | Jemen            | 0,482                         |
| 3               | Salomonöarna     | 0,515                         |
| 4               | Papua Nya Guinea | 0,516                         |
| 5               | Syrien           | 0,536                         |
| Medel HDI-värde |                  |                               |
| 6               | Pakistan         | 0,550                         |
| 7               | Burma            | 0,556                         |
| 8               | Nepal            | 0,558                         |
| 9               | Kambodja         | 0,563                         |
| 10              | Bangladesh       | 0,579                         |

### Europa
| Rankning              | Land                  | HDI                           |
| Rankning              | Land                  | 2016 års beräkningar för 2015 |
| Mycket högt HDI-värde | Mycket högt HDI-värde | Mycket högt HDI-värde         |
| --------------------- | --------------------- | ----------------------------- |
| 1                     | Norge                 | 0,949                         |
| 2                     | Schweiz               | 0,939                         |
| 3                     | Tyskland              | 0,926                         |
| 4                     | Danmark               | 0,925                         |
| 5                     | Nederländerna         | 0,924                         |
| 6                     | Irland                | 0,923                         |
| 7                     | Island                | 0,921                         |
| 8                     | Sverige               | 0,913                         |
| 9                     | Liechtenstein         | 0,912                         |
| 10                    | Storbritannien        | 0,909                         |

| Rankning        | Land                    | HDI                           |
| Rankning        | Land                    | 2016 års beräkningar för 2015 |
| Medel HDI-värde | Medel HDI-värde         | Medel HDI-värde               |
| --------------- | ----------------------- | ----------------------------- |
| 1               | Moldavien               | 0,699                         |
| Högt HDI-värde  |                         |                               |
| 2               | Armenien                | 0,743                         |
| 3               | Ukraina                 | 0,743                         |
| 4               | Nordmakedonien          | 0,748                         |
| 5               | Bosnien och Hercegovina | 0,750                         |
| 6               | Azerbajdzjan            | 0,759                         |
| 7               | Albanien                | 0,764                         |
| 8               | Turkiet                 | 0,767                         |
| 10              | Georgien                | 0,869                         |
| 9               | Serbien                 | 0,776                         |

## HDI efter regioner & grupper
| Region eller Grupp             | HDI 2015              | HDI 2014              |
| Mycket högt HDI-värde          | Mycket högt HDI-värde | Mycket högt HDI-värde |
| ------------------------------ | --------------------- | --------------------- |
| OECD                           | 0,887                 | 0,885                 |
| Högt HDI-värde                 |                       |                       |
| Europa och Centralasien        | 0,756                 | 0,754                 |
| Latinamerika och Västindien    | 0,751                 | 0,750                 |
| Östasien och Oceanien          | 0,720                 | 0,717                 |
| Världen                        | 0,717                 | 0,715                 |
| Medel HDI-värde                |                       |                       |
| Arabländerna                   | 0,687                 | 0,686                 |
| Small island developing states | 0,667                 | 0,6665                |
| Sydasien                       | 0,621                 | 0,614                 |
| Lågt HDI-värde                 |                       |                       |
| Subsahariska Afrika            | 0,523                 | 0,520                 |

| Grupp                 | HDI   | HDI   | HDI               | HDI               |
| Grupp                 | min   | max   | genomsnitt (2015) | genomsnitt (2014) |
| --------------------- | ----- | ----- | ----------------- | ----------------- |
| Mycket högt HDI-värde | 0,800 | 1,000 | 0,892 ▲           | 0,890             |
| Högt HDI-värde        | 0,700 | 0,799 | 0,746 ▲           | 0,744             |
| Medel HDI-värde       | 0,550 | 0,699 | 0,631 ▲           | 0,626             |
| Lågt HDI-värde        | 0,000 | 0,549 | 0,497 ▲           | 0,494             |
| Världen               | 0,000 | 1,000 | 0,717 ▲           | 0,715             |

## Länder som saknas i senaste rapporten
| År                    | År                    | Land                  | HDI                   | Rankning              | Källa                 |
| Destabliserat         | Data                  | Land                  | HDI                   | Rankning              | Källa                 |
| Mycket högt HDI-värde | Mycket högt HDI-värde | Mycket högt HDI-värde | Mycket högt HDI-värde | Mycket högt HDI-värde | Mycket högt HDI-värde |
| --------------------- | --------------------- | --------------------- | --------------------- | --------------------- | --------------------- |
| 2015                  | 2013                  | Monaco                | 1,074                 | 1                     | [ 3 ]                 |
| 2015                  | 2013                  | San Marino            | 0,886                 | 26                    | [ 3 ]                 |
| Medel HDI-värde       |                       |                       |                       |                       |                       |
| 2015                  | 2013                  | Nauru                 | 0,652                 | 159                   | [ 3 ]                 |
| 2015                  | 2013                  | Marshallöarna         | 0,636                 | 163                   | [ 3 ]                 |
| 2015                  | 2013                  | Nordkorea             | 0,595                 | 181                   | [ 3 ]                 |
| 2015                  | 2013                  | Tuvalu                | 0,590                 | 178                   | [ 3 ]                 |
| Lågt HDI-värde        |                       |                       |                       |                       |                       |
| 2012                  | 2012                  | Somalia               | 0,285                 | 229                   | [ 3 ]                 |

| År                    | År                    | Land                     | HDI                   | Rankning              | Källa                 |
| Destabliserat         | Data                  | Land                     | HDI                   | Rankning              | Källa                 |
| Mycket högt HDI-värde | Mycket högt HDI-värde | Mycket högt HDI-värde    | Mycket högt HDI-värde | Mycket högt HDI-värde | Mycket högt HDI-värde |
| --------------------- | --------------------- | ------------------------ | --------------------- | --------------------- | --------------------- |
| 2015                  | 2013                  | Jersey                   | 0,905                 | 10                    | [ 3 ]                 |
| 2015                  | 2013                  | Macao                    | 0,892                 | 14                    | [ 3 ]                 |
| 2015                  | 2013                  | Guernsey                 | 0,892                 | 17                    | [ 3 ]                 |
| 2015                  | 2013                  | Bermuda                  | 0,891                 | 21                    | [ 3 ]                 |
| 2015                  | 2013                  | Caymanöarna              | 0,888                 | 25                    | [ 4 ]                 |
| 2015                  | 2013                  | Isle of Man              | 0,885                 | 27                    | [ 5 ]                 |
| 2015                  | 2013                  | Falklandsöarna           | 0,883                 | 29                    | [ 3 ]                 |
| 2014                  | 2013                  | Taiwan                   | 0,882                 | i.u.                  | [ 6 ]                 |
| 2013                  | 2012                  | Puerto Rico              | 0,865                 | i.u.                  | [ 5 ]                 |
| 2015                  | 2013                  | Amerikanska Jungfruöarna | 0,863                 | 38                    | [ 3 ]                 |